# Oxalis porphyriosiphon
Oxalis porphyriosiphon är en harsyreväxtart som beskrevs av Salter. Oxalis porphyriosiphon ingår i släktet oxalisar, och familjen harsyreväxter. Inga underarter finns listade i Catalogue of Life.